# VL Tuisku
Il VL Tuisku fu un monomotore biplano biposto sviluppato e prodotto dall'azienda finlandese Valtion Lentokonetehdas negli anni trenta del XX secolo.
Prodotto in trenta esemplari venne impiegato dalla Suomen ilmavoimat, l'aeronautica militare finlandese, nel ruolo di aereo da addestramento avanzato e da ricognizione rimanendo in servizio fino al 1949.

## Storia del progetto
Arvo Ylinen, capo progettista presso la fabbrica di aeromobili di Stato finlandese (Valtion Lentokonetehdas, abbreviato VL), elaborò un progetto per un nuovo velivolo da destinare ai reparti da addestramento della Suomen ilmavoimat per la formazione dei propri piloti. Il nuovo modello, identificato come Tuisku, in svedese tempesta, era un monomotore biplano di impostazione classica realizzato in tecnica mista e carrello d'atterraggio fisso. La fusoliera, realizzata con una struttura tubolare in acciaio saldato e ricoperta da tessuto, presentava due abitacoli aperti in tandem destinati all'allievo pilota ed all'istruttore. La configurazione alare era biplana, con ali superiore ed inferiore dalla medesima apertura collegate tra loro da una coppia di montanti ad "N", uno per ciascun lato, integrati da tiranti in cavetto d'acciaio.
Il prototipo fu costruito nel 1933 ed effettuò il suo primo volo il 10 gennaio 1934 con ai comandi il tenente U.E. Mäkelä. La produzione in serie iniziò un anno dopo, nel 1935, proseguendo per i due anni successivi attestandosi a 30 esemplari.

## Impiego operativo
Del Tuisku furono prodotte tre versioni: marittima, addestratore pilota e addestratore per ricognizione. Il mezzo fu in uso presso tutti gli squadroni della forza aerea finlandese fino al 1949, identificato con le sigle TU-149 – TU-179.

## Varianti
- Tuisku : Prototipo.
- Tuisku I : Versione di produzione iniziale.
- Tuisku II : Versione migliorata,  equipaggiato con un motore radiale Armstrong Siddeley Lynx 160-kW (215-hp).

## Utilizzatori
Finlandia
- Suomen ilmavoimat

## Esemplari attualmente esistenti

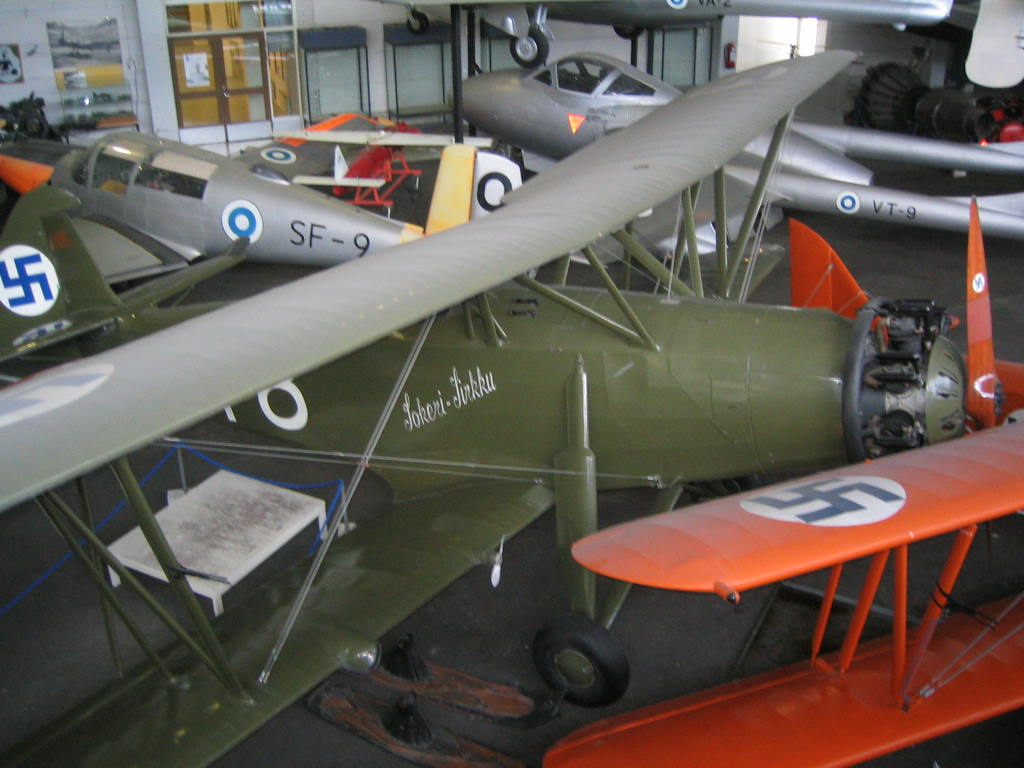
Il VL Tuisku in esposizione presso il Suomen Ilmailumuseo, presso le strutture dell'aeroporto di Helsinki-Vantaa.

Un Tuisku, denominato "Sokeri-Sirkku" (TU-178) è conservato ed esposto al museo dell'aria a Vantaa, mentre la fusoliera di un altro esemplare (TU-169) è conservata nei depositi del museo. Un Tuisku è anche in mostra di fronte alla vecchia fabbrica di aeromobili di Stato a Tampere.